# Мойдеж
Мойдеж (на сръбски: Мојдеж) е село в Черна гора, разположено в община Херцег Нови. Населението му според преброяването през 2011 г. е 264 души, от тях: 141 (53,40 %) сърби, 49 (18,56 %) черногорци, 10 (3,78 %) не са определени, 47 (17,80 %) неизвестни.

## Население
Численост на населението според преброяванията през годините:
- 1948 – 411 души
- 1953 – 397 души
- 1961 – 394 души
- 1971 – 346 души
- 1981 – 282 души
- 1991 – 297 души
- 2003 – 280 души
- 2011 – 264 души